# Humboldt-Ring
Der Humboldt-Ring ist ein am 24. September 2009 gegründeter Verbund von fünf naturwissenschaftlichen Instituten und Sammlungen. Als Gründungsmitglieder ratifizierten das Kooperationsabkommen
- das Museum für Naturkunde Berlin,
- das Zoologische Forschungsmuseum Alexander Koenig (Bonn),
- das Staatliche Museum für Naturkunde Karlsruhe,
- das Staatliche Museum für Naturkunde Stuttgart und
- die Staatlichen Naturwissenschaftlichen Sammlungen Bayerns (München).[1]

Am 28. Oktober 2009 wurde Botanischer Garten und Botanisches Museum Berlin-Dahlem in den Humboldt-Ring aufgenommen.

## Ziele
Übergeordnetes Ziel ist der Ausbau der Infrastruktur zur Forschung in den Bereichen Biodiversität und der System-Erde-Forschung. Mit System-Erde-Forschung sind die Bereiche biologisch-taxonomischer, molekularbiologischer, ökologischer und evolutionsbiologischer Forschung insbesondere auch paläontologische, anthropologische, geobiologische, geologische und mineralogische, sammlungsrelevante Forschung sowie entsprechende wissenschaftshistorische, museologische und methodische Forschung (z. B. Biodiversitätsinformatik, statistische Methoden, Geoinformatik, Modellierungen) gemeint.
Weitere Ziele sind unter anderem die Erarbeitung gemeinsamer Sammlungsstandards und -strategien, die Abstimmung der Sammlungsprofile, der Besetzungspolitik, Nutzung der Sammlungen und Laboratorien und der Forschungs- und Sammlungsprojekte.